# Ґрабовець (Вейгеровський повіт)
Ґрабовець (пол. Grabowiec, нім. Grabowitz) — село в Польщі, у гміні Шемуд Вейгеровського повіту Поморського воєводства.
Населення — 208 осіб (2011).
У 1975-1998 роках село належало до Гданського воєводства.

## Демографія
Демографічна структура станом на 31 березня 2011 року:
|          | Загалом | Допрацездатний вік | Працездатний вік | Постпрацездатний вік |
| -------- | ------- | ------------------ | ---------------- | -------------------- |
| Чоловіки | 97      | 26                 | 65               | 6                    |
| Жінки    | 111     | 21                 | 72               | 18                   |
| Разом    | 208     | 47                 | 137              | 24                   |